# Blind Alarm
Blind Alarm er en dansk stum komediefilm fra 1910 produceret af Nordisk Films Kompagni. Filmens instruktør er ukendt.
Filmen havde dansk biografpremiere den 4. oktober 1910 i Panoptikon. Filmen blev i tysktalende lande distribueret som Blinder Alarm og i engelsktalende som A False Alarm.

## Handling
Da svigermor melder sin ankomst, får Fabian travlt med at stikke af. Han kravler op gennem skorstenen til stor forskrækkelse for skorstensfejeren, og fortsætter ellers sin hastige og altødelæggende færd gennem byen. Han ender med at have et helt følge af forurettede mennesker med hjem i stuen, hvor der nu ligger et nyt brev fra svigermor.

## Medvirkende
- Victor Fabian
- Ella la Cour
- Carl Schenstrøm
- Julie Henriksen
- Otto Lagoni